# Mont-Dore
Mont-Dore – miejscowość i gmina we Francji, w regionie Owernia-Rodan-Alpy, w departamencie Puy-de-Dôme.
Według danych na rok 1990 gminę zamieszkiwało 1975 osób, a gęstość zaludnienia wynosiła 55 osób/km² (wśród 1310 gmin Owernii Mont-Dore plasuje się na 107. miejscu pod względem liczby ludności, natomiast pod względem powierzchni na miejscu 129.).